# كلير دي لا فيوينت
كلير دي لا فيوينت هي مغنية وسيدة أعمال فلبينية، ولدت في 28 ديسمبر 1958 في مانيلا في الفلبين.

## وصلات خارجية
- الموقع الرسمي
- كلير دي لا فيوينت على موقع ميوزك برينز (الإنجليزية)
- كلير دي لا فيوينت على موقع ديسكوغز (الإنجليزية)